# Anisophylleaceae
Anisophylleaceae – rodzina drzew i krzewów o wciąż dyskusyjnej pozycji systematycznej, według APweb klasyfikowana do dyniowców. Obejmuje ok. 35 gatunków zaliczanych do czterech rodzajów, przy czym z powodu odrębności rodzaju Polygonanthus spodziewać się można zmian w ujęciu taksonomicznym rodziny. Najbardziej zróżnicowany jest rodzaj Anisophyllea do którego należy aż 30 gatunków. Przedstawiciele rodziny rosną na wszystkich kontynentach strefy tropikalnej. Większość gatunków rośnie w wilgotnych, nizinnych lasach równikowych, rodzaj Combretocarpus występuje w lasach bagiennych na torfach. 
Niektóre gatunki dostarczają wartościowego drewna, np. Anisophyllea griffithii, Combretocarpus rotundatus i Poga oleosa, drugi z gatunków dostarcza także jadalnego oleju.

## Morfologia

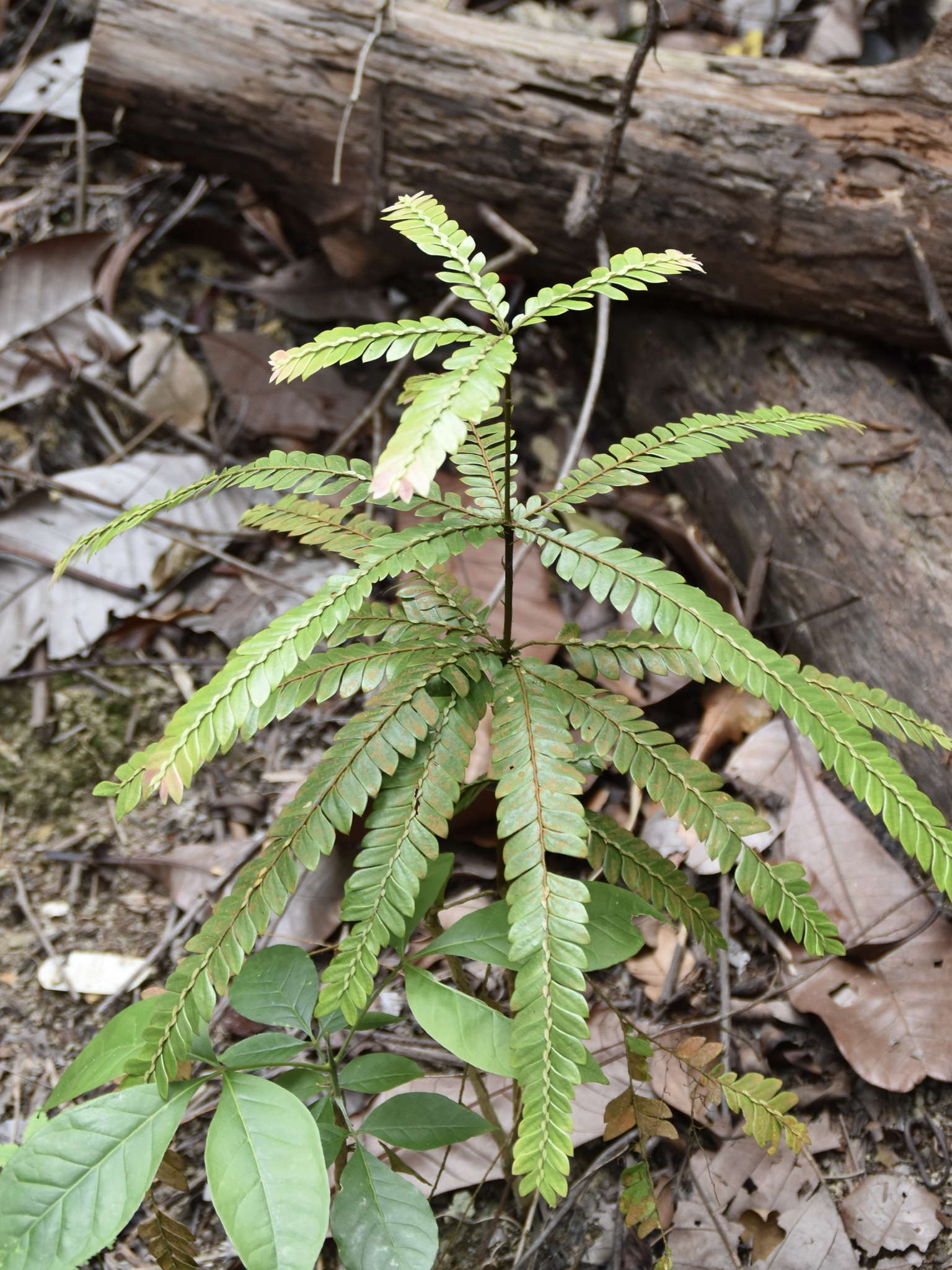
Anisophyllea disticha

PokrójDrzewa i krzewy. Pędy pokryte są rzadkimi, jednokomórkowymi włoskami, u Combretocarpus występują włoski rozgałęzione na kwiatach.
LiścieSkrętoległe w dwóch, rzadziej w czterech rzędach. Nierzadko zróżnicowane (występuje heterofilia). W takich przypadkach (np. u Anisophyllea disticha) na pędzie ortotropowym wyrastają tylko skrętoległe łuskowate liście. Na wyrastających w nibyokółkach pędach bocznych liście są silnie dimorficzne. Z górnej powierzchni wyrastają parami naprzemiennie liście łuskowate, podczas gdy z dolnej wyrastają liście o rozwiniętej blaszce liściowej. Blaszka jest niepodzielona, całobrzega, skórzasta, u nasady często asymetryczna.
KwiatyDrobne, jedno- lub obupłciowe (u Combretocarpus), skupione w wiechach lub gronach. Kielich składa się z 3–5 wolnych i trwałych działek. Płatków korony jest także od 3 do 5, poszczególne płatki mają kształt pazurkowaty, bywają też wcinane lub podzielone (całobrzegie tylko u Polygonanthus). Pręcików jest dwa razy tyle co listków w jednym okółku okwiatu. Zalążnia jest dolna, synkarpiczna, złożona z 3 lub 4 owocolistków i z taką samą liczbą komór. W każdej komorze znajduje się 1 lub 2 zalążki.
OwocePestkowce (Anisophyllea), suche i drewniejące torebki (Polygonanthus) oraz skrzydlaki (Combretocarpus).

## Systematyka
Pozycja systematyczna rodziny i klasyfikowanych do niej rodzajów jest przedmiotem badań i dyskusji. Dawniej tradycyjnie była sytuowana blisko korzeniarowatych Rhizophoraceae, zwykle jako osobna rodzina lub podrodzina. Badania molekularne wskazują na bazalną pozycję tej rodziny w obrębie dyniowców. Z kolei analizy budowy organów generatywnych wskazują na bliskie pokrewieństwo z radziliszkowatymi (Cunoniaceae) z rzędu szczawikowców. 
Pozycja systematyczna według APweb (aktualizowany system APG IV z 2016)
Klad bazalny w rzędzie dyniowców należącym do kladu różowych w obrębie okrytonasiennych:
|  | Corynocarpaceae – pałężynowate |
|  |                                |
|  | Coriariaceae – garbownikowate  |
|  |                                |

|  | Tetramelaceae                                                                             |
|  |                                                                                           |
|  | \| \| Datiscaceae – konopnicowate \| \| \| \| \| \| Begoniaceae – begoniowate \| \| \| \| |
|  |                                                                                           |
|  | Datiscaceae – konopnicowate                                                               |
|  |                                                                                           |
|  | Begoniaceae – begoniowate                                                                 |
|  |                                                                                           |

|  | Datiscaceae – konopnicowate |
|  |                             |
|  | Begoniaceae – begoniowate   |
|  |                             |

|  | Tetramelaceae                                                                             |
|  |                                                                                           |
|  | \| \| Datiscaceae – konopnicowate \| \| \| \| \| \| Begoniaceae – begoniowate \| \| \| \| |
|  |                                                                                           |
|  | Datiscaceae – konopnicowate                                                               |
|  |                                                                                           |
|  | Begoniaceae – begoniowate                                                                 |
|  |                                                                                           |

|  | Datiscaceae – konopnicowate |
|  |                             |
|  | Begoniaceae – begoniowate   |
|  |                             |

|  | Corynocarpaceae – pałężynowate |
|  |                                |
|  | Coriariaceae – garbownikowate  |
|  |                                |

|  | Tetramelaceae                                                                             |
|  |                                                                                           |
|  | \| \| Datiscaceae – konopnicowate \| \| \| \| \| \| Begoniaceae – begoniowate \| \| \| \| |
|  |                                                                                           |
|  | Datiscaceae – konopnicowate                                                               |
|  |                                                                                           |
|  | Begoniaceae – begoniowate                                                                 |
|  |                                                                                           |

|  | Datiscaceae – konopnicowate |
|  |                             |
|  | Begoniaceae – begoniowate   |
|  |                             |

|  | Tetramelaceae                                                                             |
|  |                                                                                           |
|  | \| \| Datiscaceae – konopnicowate \| \| \| \| \| \| Begoniaceae – begoniowate \| \| \| \| |
|  |                                                                                           |
|  | Datiscaceae – konopnicowate                                                               |
|  |                                                                                           |
|  | Begoniaceae – begoniowate                                                                 |
|  |                                                                                           |

|  | Datiscaceae – konopnicowate |
|  |                             |
|  | Begoniaceae – begoniowate   |
|  |                             |

|  | Corynocarpaceae – pałężynowate |
|  |                                |
|  | Coriariaceae – garbownikowate  |
|  |                                |

|  | Tetramelaceae                                                                             |
|  |                                                                                           |
|  | \| \| Datiscaceae – konopnicowate \| \| \| \| \| \| Begoniaceae – begoniowate \| \| \| \| |
|  |                                                                                           |
|  | Datiscaceae – konopnicowate                                                               |
|  |                                                                                           |
|  | Begoniaceae – begoniowate                                                                 |
|  |                                                                                           |

|  | Datiscaceae – konopnicowate |
|  |                             |
|  | Begoniaceae – begoniowate   |
|  |                             |

|  | Tetramelaceae                                                                             |
|  |                                                                                           |
|  | \| \| Datiscaceae – konopnicowate \| \| \| \| \| \| Begoniaceae – begoniowate \| \| \| \| |
|  |                                                                                           |
|  | Datiscaceae – konopnicowate                                                               |
|  |                                                                                           |
|  | Begoniaceae – begoniowate                                                                 |
|  |                                                                                           |

|  | Datiscaceae – konopnicowate |
|  |                             |
|  | Begoniaceae – begoniowate   |
|  |                             |

|  | Corynocarpaceae – pałężynowate |
|  |                                |
|  | Coriariaceae – garbownikowate  |
|  |                                |

|  | Tetramelaceae                                                                             |
|  |                                                                                           |
|  | \| \| Datiscaceae – konopnicowate \| \| \| \| \| \| Begoniaceae – begoniowate \| \| \| \| |
|  |                                                                                           |
|  | Datiscaceae – konopnicowate                                                               |
|  |                                                                                           |
|  | Begoniaceae – begoniowate                                                                 |
|  |                                                                                           |

|  | Datiscaceae – konopnicowate |
|  |                             |
|  | Begoniaceae – begoniowate   |
|  |                             |

|  | Tetramelaceae                                                                             |
|  |                                                                                           |
|  | \| \| Datiscaceae – konopnicowate \| \| \| \| \| \| Begoniaceae – begoniowate \| \| \| \| |
|  |                                                                                           |
|  | Datiscaceae – konopnicowate                                                               |
|  |                                                                                           |
|  | Begoniaceae – begoniowate                                                                 |
|  |                                                                                           |

|  | Datiscaceae – konopnicowate |
|  |                             |
|  | Begoniaceae – begoniowate   |
|  |                             |

Wykaz rodzajów
- Anisophyllea R. Br. ex Sabine
- Combretocarpus Hook. f.
- Poga Pierre
- Polygonanthus Ducke